# Martinique-Hurrikan von 1891
Der Martinique-Hurrikan von 1891, auch bekannt als Hurrikan San Magín, war ein intensiver schwerer Hurrikan, der die Insel Martinique traf. Er verursachte auf der Insel schwere Schäden und hinterließ mehr als 700 Tote und mindestens 1000 Verletzte. Dabei handelte es sich um den dritten Hurrikan und einzigen schweren Hurrikan der atlantischen Hurrikansaison 1891. Der tropische Wirbelsturm wurde das erste Mal am 18. August östlich der Kleinen Antillen gesichtet. Dann überquerte der Sturm den Osten der Dominikanischen Republik, als er am 19. und 20. August einen nordwestlichen Kurs verfolgte. Er durchquerte am 20. August die Mona Passage und vom 22. bis 23. August überquerte der Sturm die Bahamas. Schließlich überquerte der Sturm den US-Bundesstaat Florida, bevor er sich nach dem 25. August im Golf von Mexiko auflöste. Die gesamten Sachschäden wurden mit 10 Millionen US-Dollar (in Preisen von 1891) beziffert.

## Sturmverlauf

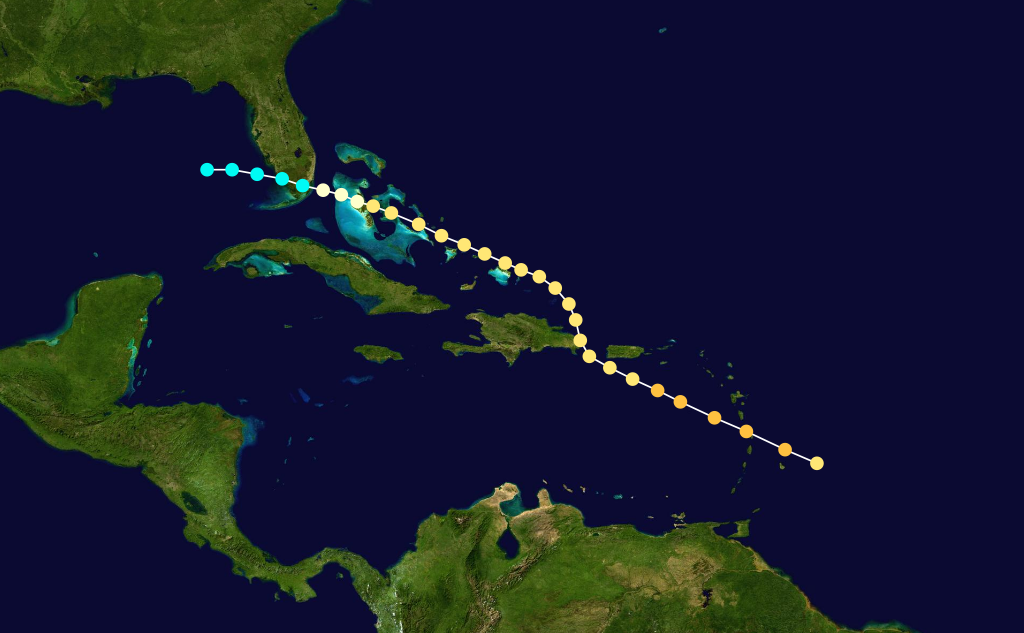
Zugbahn

Äquivalent zur Kategorie 2 der viel später geschaffenen Saffir-Simpson-Hurrikan-Windskala mit Windgeschwindigkeiten von 170 km/h wurde der Hurrikan am 18. August 1891 um 12 Uhr UTC etwa 160 km östlich von Barbados zum ersten Mal gesichtet. Der Sturm zog mit einer Vorwärtsgeschwindigkeit von etwa 30 km/h nach Nordwesten und erreichte sechs Stunden später Windgeschwindigkeiten, die heute der Kategorie drei entsprechen und somit als schwerer Hurrikan verstanden werden. In dieser Nacht zog der Hurrikan über Martinique hinweg, wofür der Wirbelsturm vier Stunden benötigte. Es wurde berichtet, dass zahlreiche Bewohner der Insel während des Durchzugs des Sturmes an Taubheit litten, wovon man annimmt, dass dies das Ergebnis eines drastischen Abfall des barometrischen Luftdruckes war. Nachdem der Hurrikan mit Windgeschwindigkeiten von 200 km/h und einem minimalen zentralen Luftdruck von 961 mb seine größte Intensität erreicht hatte, setzte die Abschwächung ein. Früh am 20. August handelte es sich noch um einen nach heutigen Maßstäben Kategorie-2-Hurrikan, der gegen 18 Uhr direkt südlich an Puerto Rico vorbeizog und dann, als er nach Norden drehte, am äußersten östlichen Rand der Dominikanischen Republik mit Windgeschwindigkeiten von 160 km/h über Land zog. Gegen Mitternacht am 21. August passierte der Wirbelsturm Grand Turk Island der Turks- und Caicosinseln knapp. Dort verzeichnete man am späten Nachmittag und in den Abendstunden häufige Regengüsse und um 22:15 Uhr wurde eine starke Windbö gemessen. Nach dieser Bö ging der Wind zurück; danach nahmen die Winde gegen Mitternacht wieder zu, allerdings aus westlicher Richtung. Gegen acht Uhr am Morgen wurde stetiger Regen auf der Insel beobachtet, und der Wind kam nun aus südlicher Richtung.
Zurück auf einem nordwestlichen Kurs schwächte sich der Hurrikan weiter ab, während er am 22. August durch die Bahamas wanderte. Es wurde gemeldet, dass das Sturmzentrum direkt über Crooked Island hinwegzog. Beginnend am 23. August lag ein Hochdruckrücken vor der südlichen Ostküste der Vereinigten Staaten. Der Hurrikan, nun in der Kategorie eins, wurde von diesem Hochdruckrücken daran gehindert, nach Norden oder Nordosten abzudrehen. Stattdessen wurde er nach Westen gelenkt, überquerte nach dem Landfall bei Homestead am 24. August die Halbinsel Florida als tropischer Sturm und gelangte in den Golf von Mexiko, wo er sich nach amtlichen Aufzeichnungen am 25. August auflöste. Allerdings gibt es Meldungen, die von einer zyklonischen Störung im östlichen Golf von Mexiko bis zum 29. August 1891 sprechen.

## Auswirkungen
Auf Martinique traf der Hurrikan vor allem die östliche Seite der Insel. Während des Durchzugs wurden häufige Blitzschläge beobachtet. Häuser, die Ernte und Bäume auf der ganzen Insel wurden beschädigt. Speziell der Verlust der Ernte von Kaffee, Zucker und Baumwolle hatte große Auswirkungen auf die Wirtschaft der Insel. In Ducos, so wurde berichtet, hatten nur vier Häuser den Sturm überstanden, und in St. Pierre verloren mindestens 34 Personen ihr Leben durch die Auswirkungen des Hurrikans. in Fort de France stürzte der Haupttrakt des Krankenhauses ein und erschlug zwei Artilleriesoldaten. In Balata wurde ein Militärlager zerstört, bei den Häusern dort kam es zu schweren Dachschäden. Eine Reihe von Soldaten erlitten Verletzungen durch herumfliegende Bretter und Balken aus Holz. Alle Schiffe im Hafen wurden während des Hurrikans zerstört oder gingen unter.
Die Gesamtzahl der Opfer wurde zunächst mit 60 beziffert, und später hieß es, dass nur in den Küstenorten 118 Tote gezählt wurden, doch kurz nach dem Sturm war es schwierig, Informationen aus dem Landesinnern zu erhalten, weil viele Straßen durch die Auswirkungen des Sturms – zumeist umgestürzte Bäume, weggespültes Erdreich und Felssturz – unpassierbar geworden waren. Die Monthly Weather Review vom August 1891 gab schließlich an, dass 700 Menschen im Sturm umgekommen waren. Manche Zeitungen gaben jedoch an, dass die Passage des Hurrikans in Martinique mindestens 1000 Menschenleben gekostet habe. Außerdem wurden mindestens 1000 weitere Personen in direkter Folge des Wirbelsturms in der einen oder anderen Form verletzt. Der Sachschaden wurde auf 10 Millionen US-Dollar geschätzt (in Preisen von 1891; in heutigen Preisen rund 307 Millionen US-Dollar).
Als der Sturm nördlich an Grand Turk Island vorbeizog, ertranken drei Bewohner der Insel; außerdem kam es zu Schäden an kleineren Häusern und Schiffen. Den US-Bundesstaat Florida traf der Sturm in der Nähe von Homestead als minimaler Hurrikan; das Fehlen von Beobachtungen aus diesem Gebiet führt jedoch dazu, dass seine Auswirkungen auf den Bundesstaat nicht bekannt sind.